# Халлау
Халлау (нем. Hallau) — коммуна в Швейцарии, в кантоне Шаффхаузен. 
Население составляет 2004 человека (на 31 декабря 2006 года). Официальный код — 2971.